# Break Every Rule
Break Every Rule ist das sechste Studioalbum der US-amerikanisch-Schweizer Sängerin Tina Turner, das im September 1986 erschien.

## Entstehung und Veröffentlichung
Die Erstveröffentlichung von Break Every Rule erfolgte am 5. September 1986 bei Capitol Records. Das Album erschien in seiner Originalausführung als CD mit elf Titeln (Katalognummer: CDP 7 46323 2). Im gleichen Monat erschien es auch als LP-Ausführung (Katalognummer: 24 0611 1). Am 25. November 2022 erschien eine CD-Ausführung mit Bonus-DVD bei Parlophone (Katalognummer: 9029623439).
Geschrieben und produziert wurden die Lieder durch verschiedene, wechselnde Autoren und Musikproduzenten, darunter namhafte Musiker wie Bryan Adams, David Bowie, Bob Clearmountain, Mark Knopfler oder auch Graham Lyle. Die meisten Autorenbeteiligungen und Produktionen entstammen von Terry Britten, der an sechs Produktionen und beim Schreibprozess von fünf Liedern beteiligt war. Tina Turner selbst war an der Produktion und dem Schreibprozess nicht involviert.

## Titelliste
1. Typical Male (Terry Britten/Graham Lyle) – 4:18
2. What You Get Is What You See (Britten/Lyle) – 4:31
3. Two People (Britten/Lyle) – 4:11
4. Till the Right Man Comes Along (Britten/Lyle) – 4:11
5. Afterglow (Britten/Lyle) – 4:30
6. Girls (David Bowie/Erdal Kizilcay) – 4:56
7. Back Where You Started (Bryan Adams/Jim Vallance) – 4:27
8. Break Every Rule (Rupert Hine/Jeannette Obstoj) – 4:02
9. Overnight Sensation (Mark Knopfler) – 4:40
10. Paradise Is Here (Paul Brady) – 5:35
11. I’ll Be Thunder (Hine/Obstoj) – 5:21

## Singleauskopplungen
| Jahr | Titel                        | Höchstplatzierung, Gesamtwochen/‑monate, AuszeichnungChartplatzierungen (Jahr, Titel, , Platzierungen, Wochen/Monate, Auszeichnungen, Anmerkungen) | Höchstplatzierung, Gesamtwochen/‑monate, AuszeichnungChartplatzierungen (Jahr, Titel, , Platzierungen, Wochen/Monate, Auszeichnungen, Anmerkungen) | Höchstplatzierung, Gesamtwochen/‑monate, AuszeichnungChartplatzierungen (Jahr, Titel, , Platzierungen, Wochen/Monate, Auszeichnungen, Anmerkungen) | Höchstplatzierung, Gesamtwochen/‑monate, AuszeichnungChartplatzierungen (Jahr, Titel, , Platzierungen, Wochen/Monate, Auszeichnungen, Anmerkungen) | Höchstplatzierung, Gesamtwochen/‑monate, AuszeichnungChartplatzierungen (Jahr, Titel, , Platzierungen, Wochen/Monate, Auszeichnungen, Anmerkungen) | Anmerkungen                            |
| Jahr | Titel                        | DE | AT | CH | UK | US | Anmerkungen                            |
| ---- | ---------------------------- | --- | --- | --- | --- | --- | -------------------------------------- |
| 1986 | Typical Male                 | DE3 (17 Wo.)DE | AT6 (3½ Mt.)AT | CH2 (14 Wo.)CH | UK33 (6 Wo.)UK | US2 (16 Wo.)US | Erstveröffentlichung: 11. August 1986  |
| 1986 | Two People                   | DE10 (14 Wo.)DE | AT19 (2½ Mt.)AT | CH10 (7 Wo.)CH | UK43 (4 Wo.)UK | US30 (12 Wo.)US | Erstveröffentlichung: 27. Oktober 1986 |
| 1987 | What You Get Is What You See | DE17 (14 Wo.)DE | AT23 (1 Mt.)AT | — | UK30 (7 Wo.)UK | US13 (14 Wo.)US | Erstveröffentlichung: 23. März 1987    |
| 1987 | Break Every Rule             | DE38 (7 Wo.)DE | AT21 (½ Mt.)AT | — | UK43 (4 Wo.)UK | US74 (5 Wo.)US | Erstveröffentlichung: 22. April 1987   |
| 1987 | Paradise Is Here             | DE31 (6 Wo.)DE | AT25 (1 Mt.)AT | — | UK78 (3 Wo.)UK | — | Erstveröffentlichung: September 1987   |

## Rezeption

### Rezensionen
Allmusic vergab drei von fünf Sternen und hörte mehr Vor- als Nachteile sowie auch einige „Perlen“: „While Private Dancer would be a much better introduction to Turner’s work as a solo artist, this has more pluses than minuses.“

### Preise
Back Were You Started erhielt den Grammy für die „Best Female Rock Vocal Performance“.

## Kommerzieller Erfolg

### Chartplatzierungen
Das Album avancierte zum Nummer-eins-Erfolg in Deutschland und der Schweiz.
| ChartsChartplatzierungen       | Höchstplatzierung | Wochen |
| ------------------------------ | ----------------- | ------ |
| Deutschland (GfK)              | 1 (62 Wo.)        | 62     |
| Österreich (Ö3)                | 2 (51 Wo.)        | 51     |
| Schweiz (IFPI)                 | 1 (42 Wo.)        | 42     |
| Vereinigte Staaten (Billboard) | 4 (52 Wo.)        | 52     |
| Vereinigtes Königreich (OCC)   | 2 (49 Wo.)        | 49     |

| ChartsJahrescharts (1986) | Platzierung |
| ------------------------- | ----------- |
| Deutschland (GfK)         | 23          |
| Schweiz (IFPI)            | 21          |

| ChartsJahrescharts (1987) | Platzierung |
| ------------------------- | ----------- |
| Deutschland (GfK)         | 3           |
| Österreich (Ö3)           | 3           |
| Schweiz (IFPI)            | 8           |

### Auszeichnungen für Musikverkäufe
Das Album verkaufte sich laut Quellen über zwölf Millionen Mal, davon sind 3,4 Millionen Einheiten durch Schallplattenauszeichnungen belegt. Das Album verkaufte sich alleine in Deutschland über eine Million Mal, womit es zu den meistverkauften Musikalben des Landes der 1980er-Jahre zählt.
| Land/Region                  | Auszeichnungen für Musikverkäufe (Land/Region, Auszeichnung, Verkäufe) | Verkäufe  |
| ---------------------------- | ---------------------------------------------------------------------- | --------- |
| Brasilien (PMB)              | 2× Gold                                                                | 200.000   |
| Dänemark (IFPI)              | Platin                                                                 | 80.000    |
| Deutschland (BVMI)           | 2× Platin                                                              | 1.000.000 |
| Finnland (IFPI)              | Gold                                                                   | 30.773    |
| Frankreich (SNEP)            | Gold                                                                   | 100.000   |
| Italien (FIMI)               | Gold                                                                   | 50.000    |
| Kanada (MC)                  | 2× Platin                                                              | 200.000   |
| Neuseeland (RMNZ)            | Platin                                                                 | 20.000    |
| Niederlande (NVPI)           | Gold                                                                   | 50.000    |
| Norwegen (IFPI)              | Gold                                                                   | 20.000    |
| Österreich (IFPI)            | 2× Platin                                                              | 100.000   |
| Portugal (AFP)               | Silber                                                                 | 15.000    |
| Schweden (IFPI)              | Platin                                                                 | 100.000   |
| Schweiz (IFPI)               | 2× Platin                                                              | 100.000   |
| Spanien (Promusicae)         | Platin                                                                 | 100.000   |
| Vereinigte Staaten (RIAA)    | Platin                                                                 | 1.000.000 |
| Vereinigtes Königreich (BPI) | Platin                                                                 | 300.000   |
| Insgesamt                    | 1× Silber · 7× Gold · 14× Platin ·                                     | 3.465.733 |

Hauptartikel: Tina Turner/Auszeichnungen für Musikverkäufe